# REEM

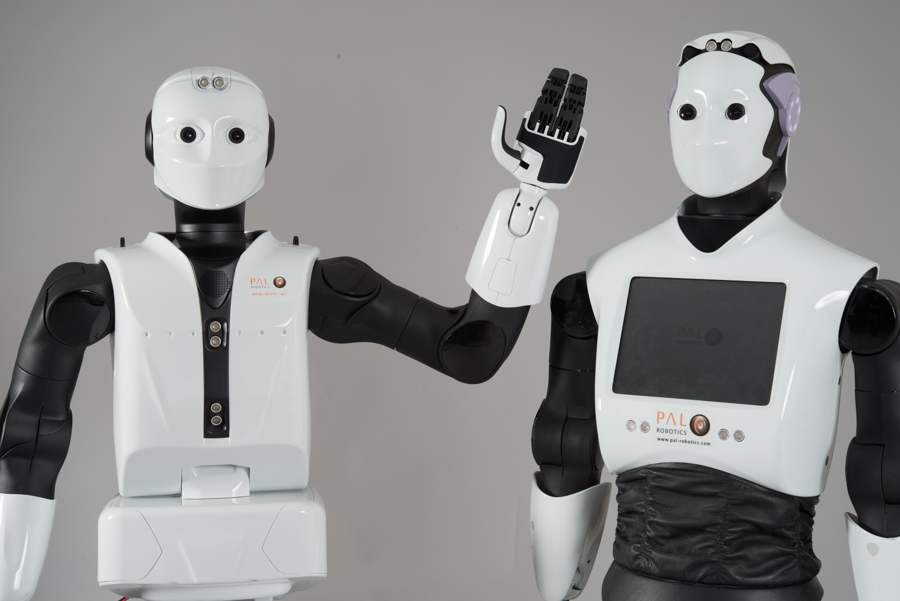
REEM-C (gauche) et REEM (droite)

REEM est un robot autonome humanoïde de service, programmable et de taille moyenne, développé par une équipe de la société PAL Robotics basée à Barcelone en Espagne.
Le premier prototype REEM-A a été créé en 2005 pour jouer aux échecs et servir de base de programmation.
Un nouveau prototype REEM-B l'a remplacé en 2008; celui-ci est complètement autonome et, doté de processeurs Core 2 Duo et Geode, peut exécuter des tâches sophistiquées, communiquer avec les humains et recevoir des ordres vocaux.
En 2010, PAL Robotics lance le REEM-H1, robot humanoïde qui possède un système de navigation autonome, un système de reconnaissance et de suivi facial, ainsi qu'un écran tactile servant au divertissement et à l'information du public. Ce prototype sert de base à REEM, commercialisé en 2012.
REEM-C, créé en 2013, est une plateforme robotique destinée à la recherche et aux expérimentations algorithmiques.

## Prototypes
Quatre prototypes ont été créés : REEM-A, REEM-B, REEM-H1 (commercialisé sous le nom "REEM") et REEM-C.

## Spécifications de REEM
| Spécifications    | Spécifications                    |
| ----------------- | --------------------------------- |
| Poids             | 100 kg                            |
| Taille            | 170 cm                            |
| Degrés de liberté | 22                                |
| Autonomie         | 8 heures                          |
| Vitesse de marche | 5 km/h (avec base mobile à roues) |

## Description et caractéristiques
REEM comporte une batterie au lithium qui lui donne une autonomie de 8 heures et  peut se déplacer à la vitesse de 5 km/h au moyen d'une base mobile à roues.
Ce robot humanoïde est équipé d'un système de navigation autonome, d'un système de reconnaissance faciale et vocale, et d'un écran tactile sur son torse.
Sa tête et ses deux bras sont motorisés.
Il comporte une petite plateforme lui permettant de porter des objets jusqu'à 30 kg.